# Estońscy Szwedzi

Nieoficjalna flaga szwedzkojęzycznej mniejszości

Estońscy Szwedzi lub Szwedzi z wybrzeża (szw. estlandssvenskar, „Estońscy Szwedzi”, potocznie aibofolke, „Ludzie z wysp”, est. rannarootslased, „Szwedzi z wybrzeża”) – szwedzkojęzyczna mniejszość zamieszkująca rejony północno-zachodnie i wyspy Estonii.
Estonia od wieków była miejscem osadnictwa i wypraw wikingów z obszarów współczesnych Szwecji i Danii. Rozpoczęcie osadnictwa szwedzkiego na tym obszarze (znanym jako Aiboland) datuje się jednak na XIII i XIV wiek, gdy istniało już państwo szwedzkie. Większość z estońskich Szwedów wyjechała do Szwecji po zajęciu Estonii przez Armię Czerwoną w czasie II wojny światowej. Tylko niewielka liczba z nich mieszka obecnie w Estonii.

## Historia

### Wczesna historia
Estonia przez większość swojej historii wchodziła w skład niemieckich państw zakonnych i znajdowała się pod niemiecką dominacją. W tym czasie na tereny Estonii przybyli pierwsi szwedzcy osadnicy. Z 1294 pochodzi pierwszy dokument potwierdzający osiedlanie się Szwedów na terenie Estonii w okolicach miasta Hapsal, obecnie Haapsalu. W XIII i XIV wieku duża liczba Szwedów zasiedliła Estonię.

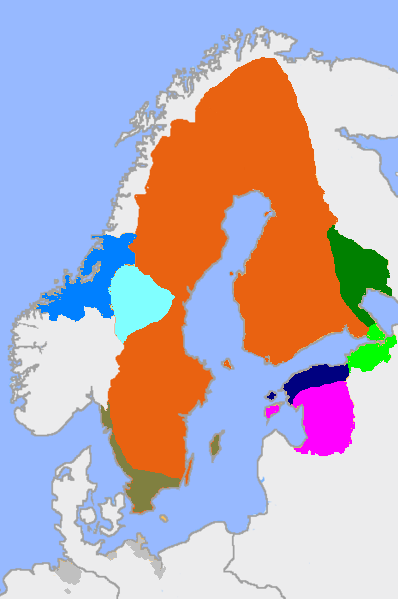
Szwedzkie imperium z 1658 r. obejmujące także Estonię, Finlandię i płn. Łotwę

### Szwedzka Estonia

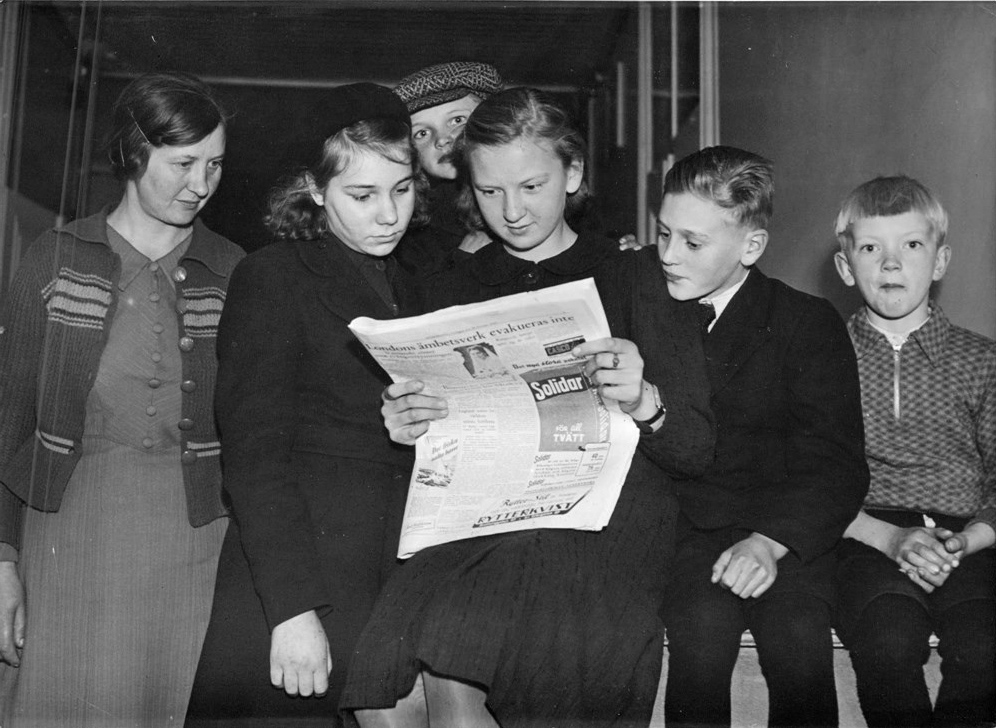
Estońscy Szwedzi ewakuowani jesienią 1940 r. do Szwecji z estońskich Wysp Pakri

W 1561 Estonia znalazła się pod panowaniem Szwecji i pozostała pod nim do 1721 roku (do końca wielkiej wojny północnej). Estońscy Szwedzi wykorzystali to i język szwedzki obok niemieckiego i estońskiego stał się oficjalnym językiem w Estonii.

### Późniejsze czasy
Gdy Szwecja utraciła, na rzecz Rosji, kontrolę nad Estonią i Finlandią, warunki życia estońskich Szwedów pogorszyły się. Część z estońskich Szwedów podróżowała po Imperium Rosyjskim w poszukiwaniu lepszych warunków, spora ich grupa dotarła do osady Staroszwedzkie (Gammalsvenskby), na obecnej Ukrainie, gdzie ich potomkowie żyją do dziś. Gdy w 1918 r. Estonia uzyskała niepodległość, mniejszości narodowe jak np. Szwedzi, Niemcy, Rosjanie zyskali dużą swobodę kulturalną, równą Estończykom oraz miejsca w estońskim rządzie. Jednakże pod względem ekonomicznym Szwedzi i Rosjanie czerpali mniejsze korzyści z nowego prawa niż Niemcy i Estończycy. Po inwazji Armii Czerwonej na Estonię, w czasie II wojny światowej i przymusowym włączeniu Estonii do ZSRR, zamieszkali w dużym stopniu na wyspach Szwedzi, zostali zmuszeni do opuszczenia swoich domów, gdyż obszary te miały być przekształcone na bazy dla sił radzieckich.

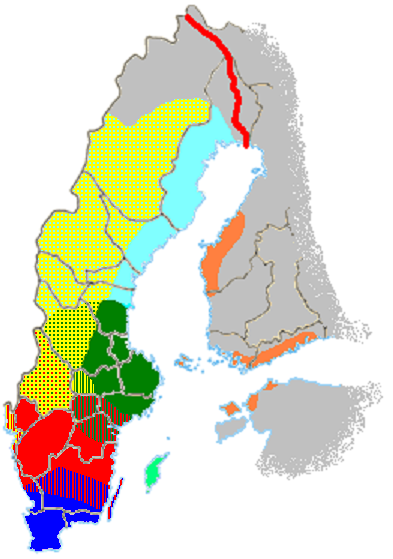
Tradycyjny szwedzki obszar językowy, z zaznaczonymi estońskimi dialektami

W tym czasie większość estońskich Szwedów opuściła Estonię: w okresie 1941- 1944 było to ok. 7000 osób, przy czym latem 1944 ewakuowano do Szwecji za zgodą władz niemieckich 3700 estońskich Szwedów, a o wiele większe grupy opuszczały Estonię latem i jesienią 1944 roku.

## Język
Nie było jednego dialektu szwedzkiego wśród estońskich Szwedów, ale kilka. Były to pochodne wschodnich odmian szwedzkiego. Wyspa Ruhnu miała swój własny dialekt, na wyspach Vormsi-Noarootsi-Riguldi istniał kolejny dialekt szwedzkiego, obecne były także dialekty wysp Pakri-Vihterpalu oraz wyspy Hiuma.
Wg spisu z 1989 r., bardzo duża część Szwedów w Estonii deklarowała już jako główny język - język estoński.